# Leptothorax torrei
Leptothorax torrei är en myrart som först beskrevs av Carlos Guillermo Aguayo 1931.  Leptothorax torrei ingår i släktet smalmyror, och familjen myror. Inga underarter finns listade i Catalogue of Life.